# Yum!Yum!ORANGE
Yum!Yum!ORANGE es una banda de ska japonés (J-ska) bajo la casa disquera Tokuma. Inicialmente estaba compuesta por 7 miembros, pero posteriormente se cambió el vocalista y se retiró el saxofón.

## Miembros

### Miembros actuales
- Kumi (vocalista)
- Ryu (guitarra)
- Izumi (trompeta)
- Hide (bajo)
- Ichi-Low (batería)
- Ameal (trombón)

### Miembros antiguos
- Fumi (saxofón)

## Discografía

### Álbumes
- ORANGE STREET 33 (16 de octubre de 2002)
- ORANGE JUICE (25 de agosto de 2004)
- ORANGE FUNKY RADIO (13 de julio de 2005)
- Jelly Beans (11 de octubre de 2006)
- ORANGE ROCK FES 33 (25 de junio de 2008)

### Otros Álbumes
- Candy Candy Candy? (6 de febrero de 2008)

### Singles
- Letter (30 de junio de 2002)
- Katsushika Rhapsody -Yum Yum Version- (葛飾ラプソディー -ヤムヤムversion-) (17 de diciembre de 2003)
- Precious Days (22 de junio de 2005)
- Clover (10 de mayo de 2006)
- Brand New Day (6 de septiembre de 2006)

### DVD
- ORANGE FUNKY RADIO TOUR FINAL in NAGOYA (25 de enero de 2006)
- Jelly Beans Tour Final at Nagoya CLUB Diamond Hall (9 de mayo de 2007)